# Albertus L. Meyers
Albertus L. Meyers   (7 de setembre de 1890 - Allentown, 15 de maig de 1979) va ser un director de música i tocador de corneta nord-americà d'Allentown, Pennsilvània.
Va ser el director de banda de lAllentown Band durant cinquanta anys, des del 1926 fins al 1976. També va ser amic i exponent de John Philip Sousa. Al "Carnegie Hall" el 1969, va dirigir el "Marching 97" en una obra composta pel professor de Lehigh Jonathan Elkus, Camino Real, Introducció i Pasodoble per a banda. El pont del vuitè carrer va ser rebatejat en honor seu com el pont Albertus L. Meyersel 1974. Havia tocat corneta el dia de la inauguració del pont el 1913. LAllentown Band continua rendint homenatge a la seva memòria amb concerts en honor seu.

## Discografia
- L'Allentown Band saluda els grans escriptors de marxes alemanys.[6]
- L'Allentown Band toca marxes pel 85è aniversari de Bert.[7]